# Prokop Brož
Prokop Brož (ur. 22 marca 1972 w Nachodzie) – czeski duchowny katolicki, biskup pomocniczy Hradec Králové od 2025.

## Życiorys

### Prezbiterat
Święcenia kapłańskie otrzymał 14 czerwca 1997 i został inkardynowany do diecezji Hradec Králové. Po kilkuletnim stażu wikariuszowskim odbył studia w Rzymie i w Pradze (Uniwersytet Karola). W latach 2003–2018 był wykładowcą na wydziale teologii katolickiej Uniwersytetu Karola, a w latach 2010–2018 był dziekanem tego wydziału. W kolejnych latach pracował jako m.in. proboszcz w Hradec Králové i jako wikariusz biskupi ds. duszpasterskich.

### Episkopat
2 grudnia 2024 papież Franciszek mianował go biskupem pomocniczym diecezji Hradec Králové, ze stolicą tytularną Litomyšl. Sakry udzielił mu 22 lutego 2025 w Katedrze Świętego Ducha w Hradcu Králové biskup hradeckraloviecki, Jan Vokál. 